# Ligueux (Dordonha)
Ligueux foi uma comuna francesa na região administrativa da Nova Aquitânia, no departamento Dordonha. Estendia-se por uma área de 6,76 km². Em 2010 a comuna tinha 268 habitantes (densidade: 39,6 hab./km²).
Em 1 de janeiro de 2016, passou a formar parte da nova comuna de Sorges et Ligueux en Périgord.